# Republikanizm

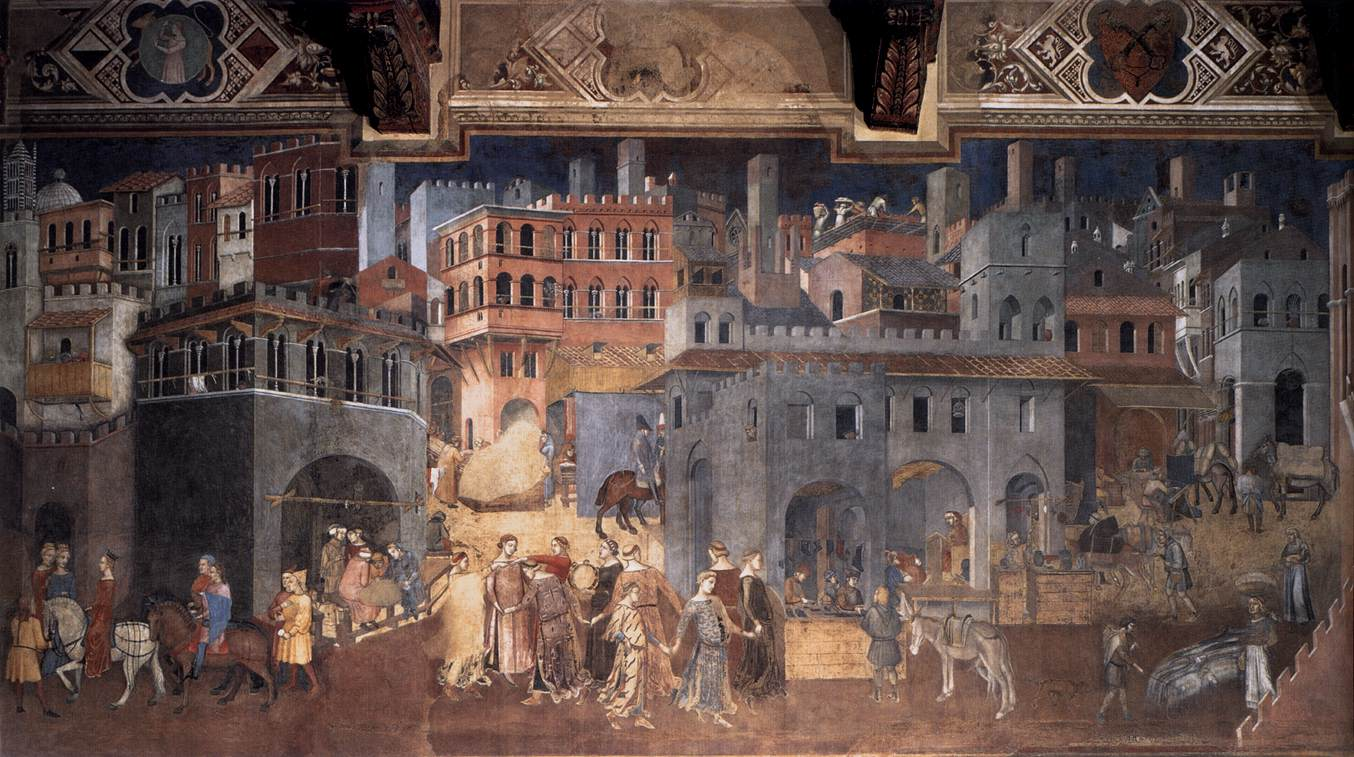
Scena przedstawiająca Alegorię dobrych rządów z cyklu fresków autorstwa Ambrogia Lorenzettiego.

Republikanizm (od łac. res publica – rzecz publiczna) – nurt filozofii politycznej, zgodnie z którym ideałem życia politycznego jest republika, rozumiana jako wspólnota polityczna, której członkowie (obywatele) biorą udział w życiu publicznym.
Idee republikańskie kształtowały się w opozycji do takich form ustrojowych jak monarchia czy tyrania. Republikanie sprzeciwiali się w szczególności wszelkim formom władzy arbitralnej, oraz takiej, w której rządzeni nie mieli wpływu na rządy.
Do pojęcia republikanizmu odnosi się wiele partii politycznych (np. Republikanie w Stanach Zjednoczonych).

## Idee republikańskie
Klasyczny republikanizm nie był spójną i rozbudowaną koncepcją filozoficzną. W swoich pismach republikanie wychwalali zalety ustroju republikańskiego i krytykowali inne formy ustrojowe (monarchię, tyranię, demokrację). Przekształcenie republikanizmu w ogólną filozofię polityki jest zasługą współczesnych republikanów. Wypracowali oni odrębną, republikańską koncepcję wolności, koncepcję obywatelstwa, i życia publicznego.
Współczesny republikanizm rozpada się na dwa podstawowe nurty: obywatelski humanizm (civic humanism) i neorepublikanizm. Według obywatelskich humanistów republikanizm jest doktryną perfekcjonistyczną. Uznaje, że dobre życie polega na cnotliwym uczestnictwie w życiu wspólnoty politycznej. Dla tych republikanów istotne znaczenie mają cnoty republikańskie (obywatelskie), dobre obyczaje i powszechne prawo. Podstawą republiki są obywatele cechujący się cnotami, związanymi z zaangażowaniem w życie publiczne, poszanowaniem i obroną prawa, gotowością do obrony republiki. Obywatelstwo w doktrynie republikańskiej pojmowane jest nie tylko w sensie pasywnym (przynależność do pewnej wspólnoty politycznej), ale również aktywnej: uczestnictwa w życiu politycznym. Takie postawy obywatelskie należy kształcić i pielęgnować (edukacja obywatelska).
Z kolei dla neorepublikanów zasadnicze znaczenie ma przede wszystkim zagwarantowanie wolności rozumianej jako niepodleganie arbitralnej władzy.

## Historia

### Starożytność

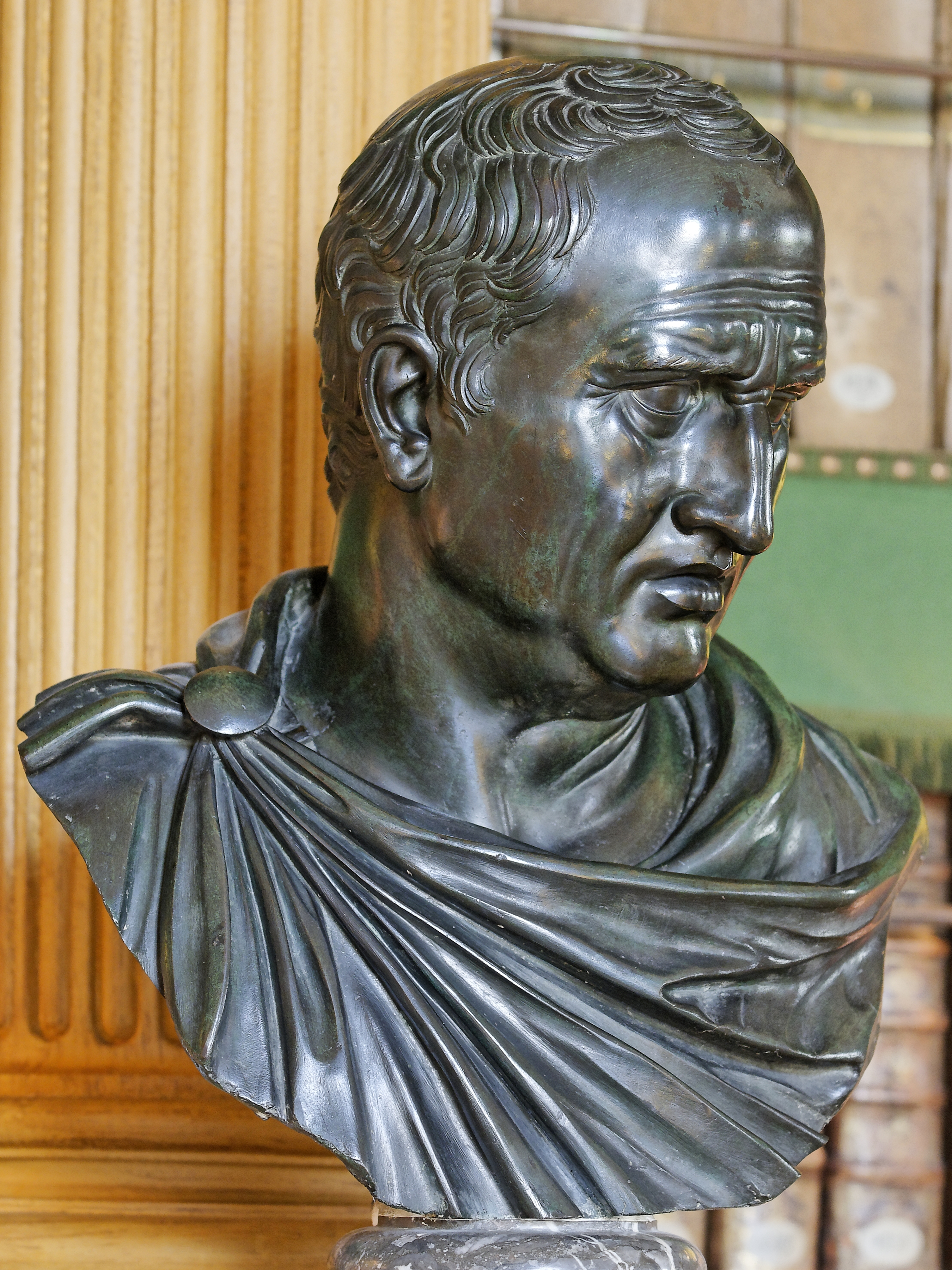
Marek Tuliusz Cycero był jednym z najzagorzalszych obrońców rzymskiej republiki.

Starożytny republikanizm bierze swój początek w starożytnej Grecji. Podstawową formą życia politycznego było polis: miasto wraz z niewielkim terytorium. Rządy w polis przyjmowały różnorodne formy. Obok jednowładztwa i oligarchii, wiele ustrojów (z których najbardziej znanym jest demokracja ateńska) dopuszczało udział w rządach obywateli. Uczestnictwo w życiu publicznym było obowiązkiem i warunkiem cnotliwego życia. Chociaż podboje macedońskie zniszczyły tę formę życia politycznego, to jako ideał pozostała ona żywa (m.in w filozofii Arystotelesa).
Republikańskie ideały rozkwitły w republice rzymskiej. Z Rzymu pochodzi zarówno sama nazwa republika, jak i wiele tekstów broniących ideałów republikańskich przed zwolennikami jedynowładztwa. Piewcami republikanizmu byli Cyceron, Salustiusz, Tytus Liwiusz, Tacyt, Polibiusz czy Plutarch. Ideały republikańskie były tak popularne, że po zdobyciu najwyższej władzy Oktawian August przyjął republikańskie nazewnictwo dla swojej godności (princeps). W całym okresie pryncypatu cesarze rzymscy zachowali te formalne pozory republiki. Wraz z rzymskimi podbojami terytorialnymi, dostosowano też ideę republiki do tego, by mogła ona funkcjonować w rozległym imperium. Podstawą było tutaj powszechne obywatelstwo, oraz podleganie prawu rzymskiemu.

### Nowożytność

Chociaż w Księciu Machiavelli dawał rady jak skutecznie i bezwzględnie sprawować rządy autorytarne, to jego komentarze do Historii Rzymu Tytusa Liwiusza pozwalają twierdzić, że miał raczej poglądy republikańskie.

Po stuleciach przerwy idee republikańskie podjęte zostały w późnym średniowieczu. Marsyliusz z Padwy w Obrońcy pokoju rozwinął ideę suwerenności ludu, zgodnie z którą lud jest źródłem wszelkiej władzy politycznej. Rządy republikańskie powstały też w niektórych samorządnych miastach (Republice Weneckiej, Republice Pskowskiej).
Republikanizm zyskał na znaczeniu między renesansem i oświeceniem. Czołowymi teoretykami byli Niccolò Machiavelli (Rozważania nad pierwszym dziesięcioksięgiem historii Rzymu Tytusa Liwiusza), James Harrington (The Commonwealth of Oceana), Monteskiusz (O duchu praw), Jean-Jacques Rousseau (O umowie społecznej), czy Immanuel Kant. W Anglii idee republikańskie związane były ściśle z opozycją wobec rządów Stuartów. Zwolennikiem republikanizmu był m.in. Edward Coke, a jego zagorzałym oponentem Thomas Hobbes. Swoich republikańskich teoretyków miała również Rzeczpospolita Obojga Narodów, z których najznakomitszymi byli Andrzej Frycz Modrzewski i Jan Ostroróg.
Oświecenie przyniosło próby zastosowania idei republikańskich w praktyce, z których najbardziej znaczący był przypadek Stanów Zjednoczonych. Od czasów kolonialnych na terenie Ameryki Północnej funkcjonowały małe wspólnoty purytańskich kolonistów rządzące się na sposób republikański. Idee republikańskie były też bardzo popularne wśród amerykańskich ojców założycieli okresu rewolucji. Duży wpływ na to miał cykl artykułów Alexandra Hamiltona, Jamesa Madisona i Johna Jaya publikowanych pod tytułem Federalista.

### Współczesność
Po I wojnie światowej w wielu krajach europejskich upadły monarchie i przyjęto republikańską formę rządów. W latach 60. niepodległymi republikami stało się zaś wiele dotychczasowych kolonii w Azji i Afryce.
Kolejne odrodzenie zainteresowania republikanizmem nastąpiło w drugiej połowie XX wieku. Początkowo przyjęło ono postać pogłębionych studiów z zakresu historii idei poświęconych interpretacji klasycznej myśli republikańskiej.
Dla takich historyków myśli jak Hannah Arendt, Gordon Wood czy J.G.A. Pocock republikanizm miał charakter perfekcjonistyczny i opierał się na określonej idei dobrego życia. Ideałem była tu grecka polis, w postaci opiewanej przez Arystotelesa. Nurt ten określa się dziś mianem obywatelskiego humanizmu (civic humanism). Rozwój badań historycznych, od lat siedemdziesiątych doprowadził jednak wielu badaczy do zakwestionowania tej koncepcji. Badacze tacy jak Quentin Skinner czy Philip Pettit wskazywali, że w centrum tradycji republikańskiej leżała raczej wolność rozumiana jako niezależność od władzy arbitralnej. Ten nurt określa się mianem obywatelskiego republikanizmu (civic republicanism) bądź neorepublikanizmu.

## Republikanizm a liberalizm
Republikanizm jest starszy od liberalizmu, wywodzi bowiem swoje korzenie ze starożytności, gdy tymczasem liberalizm zaczął kształtować się w XVIII w. Starożytne i nowożytne koncepcje republikańskie nie miały charakteru liberalnego. Wielu klasycznych republikanów (np. Rousseau) głosiło idee antyindywidualistyczne. Współcześnie jednak republikanizm pozostaje w bliskim związku z liberalizmem, często go jednak krytykując.
Główną wartością, na której opiera się refleksja współczesnych republikanów, jest wolność. Republikanie nie zgadzają się z przyjętymi w liberalizmie negatywną koncepcją wolności, jak i z koncepcjami wolności pozytywnej. Wskazują oni, że wolność polega nie tylko na tym, że nasze działania nie są faktycznie ograniczane, ale przede wszystkim na tym, że nie podlegamy tyrańskiej władzy. Jak wskazują republikanie, jeśli łaskawy pan pozostawiałby niewolnikom szeroką wolność osobistą (wolność negatywną), to liberałowie nie mogliby mu nic zarzucić. Zdaniem republikanów samo istnienie niewolnictwa jest niedopuszczalne, wolność polega bowiem na niezależności od arbitralnej władzy. Sprawowanie władzy powinno opierać się na normach i procedurach, a także uwzględniać udział samych rządzonych.

## Republikanizm a demokracja
Współcześnie ustrój republikański jest często utożsamiany z demokracją. Już od starożytności zwolennicy republikanizmu są jednak często krytycznie nastawieni do demokracji. Republikanie wskazują, że demokracja może być także formą tyranii, jeśli jest traktowana jedynie jako rządy większości (tyrania większości). Większość może wtedy zadecydować o naruszeniu praw mniejszości. Republikanie wskazują więc, że demokratyczna władza musi funkcjonować w ramach prawnych. To rządy prawa, a nie rządy większości powinny być naczelną zasadą ustrojową.